# مويسيس كوينتيرو

مويسيس كوينتيرو (Moisés Quintero ) هو لاعب كرة قاعدة كوبي وُلد عام 1870 .خلال مسيرته, لعب في الدوري الكوبي ودوريات الزنوج في الولايات المتحدة كملتقط, ولاعب قاعدة ثانية, ولاعب قاعدة أولى . شارك مع فرق مثل "هافانا" و "ألميندرايس" و "كلوب في" . تم تكريمه بإدخاله إلى قاعة مشاهير البيسبول الكوبية في عام 1953
مويسيس كوينتيرو لاعب كرة قاعدة كوبي، (ولد عام 1870  م).